# Вулиця Сім'ї Кульженків
Ву́лиця Сім'ї́ Кульже́нків — вулиця в Оболонському районі міста Києва, промислова зона Оболонь. Пролягає від Добринінської вулиці на північ до перетину з Великою Кільцевою дорогою.
Прилучаються вулиці Добринінська, Шахтарська, Лугова, Полярна та Велика Кільцева дорога.

## Історія
Виникла в 1-й половині XX століття під назвою вулиця Малоконоплянська (як паралельна Коноплянській вулиці). 
З 1970 року отримала назву вулиця Петра Дегтяренка, на честь радянського державного і партійного діяча Петра Дегтяренка.
Сучасна назва на честь родини Кульженків: друкаря і видавця Стефана Васильовича, його синів: видавця і педагога Василя, завідувача батькового магазину Сергія, лікаря Олексія та присяжного повіреного Михайла, а також невістки, співачки і педагога Єлизавети Мусатової-Кульженко — з 2016 року. З 2017-го по 2019-й роки капітально реконструйована від вулиці Лугової до перетину з новозбудованою ділянкою Великої Кільцевої дороги.
Вулиця пролягає неподалік історичної місцевості Дача Кульженка (або Кинь-Ґрусть, у районі теперішньої площі Тараса Шевченка), частково вздовж системи озер Опечень.